# Elitserien i bandy för damer 2016/2017
Elitserien i bandy för damer 2016/2017 var en bandyserie för damer i Sverige under säsongen 2016/2017. Kareby IS blev svenska mästarinnor efter seger med 3-1 mot Västerås SK i finalmatchen på Tele2 Arena i Stockholm.